# Barbicornis albata
Barbicornis albata är en fjärilsart som beskrevs av Rebillard. Barbicornis albata ingår i släktet Barbicornis och familjen Riodinidae. Inga underarter finns listade i Catalogue of Life.